# Notre-Dame-de-Bellecombe
Notre-Dame-de-Bellecombe település Franciaországban, Savoie megyében. Lakosainak száma 468 fő (2022. január 1.). Notre-Dame-de-Bellecombe Crest-Voland, Flumet, Hauteluce, Saint-Nicolas-la-Chapelle és Praz-sur-Arly községekkel határos.

## Népesség
A település népességének változása:
| Lakosok száma | 485  | 486  | 498  | 479  | 476  | 477  | 474  | 472  | 468  |
|               | 2013 | 2015 | 2016 | 2017 | 2018 | 2019 | 2020 | 2021 | 2022 |